# Blissfully Yours
Pour plus de détails, voir Fiche technique et Distribution.
Blissfully Yours (สุดเสน่หา, Sud sanaeha) est un film thaïlandais réalisé par Apichatpong Weerasethakul, sorti en 2002 et qui remporte le prix Un Certain Regard  au festival de Cannes la même année.

## Synopsis
Min, un immigré clandestin birman qui vit en Thaïlande, a contracté une mystérieuse maladie de peau. Sa fiancée, Roong, et une femme plus âgée, Orn, décident de l'amener chez le docteur. Mais le docteur est incapable de l'aider comme Min ne peut pas parler, afin de ne pas révéler qu'il est birman. Cependant, comme c'est la coutume dans les hôpitaux thaïlandais, des médicaments lui sont prescrits.
Orn consulte également le docteur pour son problème de nervosité. Elle souhaite avoir un enfant de son mari et va à son travail, accompagnée de Min pour lui en parler. À son bureau, elle prépare également une mixture, composée de différentes lotions pour la peau et de quelques légumes frais. Elle demande à Roong de l'appliquer à Min.
Roong travaille dans une usine, où elle peint en blanc des figurines de lapin. C'est un travail à la chaîne et Roong ne veut pas travailler ce jour-ci alors qu'elle a travaillé davantage la veille. Elle prétexte une maladie pour s'enfuir avec Min. Elle l'accompagne en voiture à la campagne, dans le but de pique-niquer dans la forêt avant peut-être de faire l'amour.
Orn, pendant ce temps-là, attend l'amour. Elle prend la moto de Roong et va dans la jungle rejoindre Tommy, un travailleur de l'usine. Ils font l'amour sur le bord de la route, mais sont interrompus par le vol de la moto. Tommy poursuit le voleur et disparaît.
Insatisfaite, Orn s'enfonce progressivement dans la jungle et aperçoit Min et Roong, qui viennent de finir de faire l'amour.

## Commentaires
Avant Tropical Malady et Syndromes and a Century, Blissfully Yours est le premier volet d'une trilogie que le réalisateur Apichatpong Weerasethakul consacre à ce qui le touche, ici sa passion pour le cinéma.
Le film est produit par la société de production de film française Anna Sanders Films.

## Fiche technique
- Titre : Blissfully Yours
- Titre original : สุดเสน่หา (Sud sanaeha)
- Scénario et Réalisation : Apichatpong Weerasethakul
- Photographie : Sayombhu Mukdeeprom
- Montage : Lee Chatametikool[3]
- Direction artistique : Akekarat Homlaor
- Production : Eric Chan et Charles de Meaux
- Société de distribution : Sahamongkol Film International[4]
- Pays de production :  Thaïlande
- Format : couleurs - 35 mm - Dolby SR
- Durée : 125 minutes
- Date de sortie :
  - France : 9 octobre 2002[5]

## Distribution
- Kanokporn Tongaram (กนกพร ทองอร่าม) : Roong, la jeune ouvrière, locataire chez Orn, fiancée de Min[6]
- Min Oo (มิน อู): Min, le jeune immigré birman à la beauté solaire et taciturne, cruellement malmené par une poussé d'eczéma, fiancé de Roong
- Jenjira Jansuda : Orn, la logeuse, femme assez autoritaire et parcimonieuse, femme de Sirote
- Sa-gnad Chaiyapan : Sirote, le mari de Orn
- Kanitpat Premkij : Tommy, ouvrier de l'usine
- Jaruwan Techasatiern :
- Duangjai Hiransri : la fille
- Mee Maadman :

## Autour du film
- Le générique de début du film commence au bout de 41 minutes[7], pendant le trajet de Roong et Min vers la jungle[8]. Roong met en marche la radio et la musique qui en sort est la version thaïlandaise de "Summer Samba (So Nice)", composé par Marcos Valle et interprétée par la chanteuse thaïe Nadia.
- Le film a été très peu distribué en Thaïlande, à cause d'une scène sexuellement explicite, et le DVD n'a pu sortir qu'amputé de cette scène par la censure. Une nouvelle version titrée Second Run DVD,sortie le 1er mai 2006, intègre la première version du réalisateur non censurée.
- Le film a aussi été très peu distribué au cinéma en France, n'étant projeté en 2002 que dans une salle parisienne après sa sélection dans la section Un certain regard du festival de Cannes[9] ; mais il est édité en DVD en version non censuré avec en plus le film Mysterious Objet at Noon par mk2[10] en 2004.

## Distinctions
- Prix Un Certain Regard au Festival de Cannes en 2002[11]
- Golden Alexander au Festival du film de Thessalonik en 2002
- Grand Prix au Tokyo Filmex en 2002
- Prix du Cercle des critiques de films hollandais (KNF) au Festival international du film de Rotterdam[12] en 2003
- Prix du Meilleur Réalisateur et Prix FIPRESCI au Festival International du Cinéma Indépendant de Buenos Aires en 2003
- Prix Jeune Cinéma au Festival International du Film de Singapore en 2003